# Hylaeus gibbus
Hylaeus gibbus là một loài ong trong họ Colletidae. Loài này được Saunders miêu tả khoa học đầu tiên năm 1850.